# Cyle Larin
Cyle Christopher Larin, född 17 april 1995, är en kanadensisk fotbollsspelare som spelar för Mallorca. Han representerar även det kanadensiska landslaget.

## Uppväxt
Larin föddes i Brampton, Ontario, till en jamaicansk familj. 2007, vid 11 års ålder, gick Larin till den privata fotbollsakademin Sigma FC innan han tog examen där 2013. Under sin tid i Sigma FC reste Larin till Europa för provspel med Werder Bremen, Hertha Berlin och Wolfsburg i Tyskland, samt till Genk och Club Brugge i Belgien vid två tillfällen.

## Klubbkarriär
Den 15 januari 2018 värvades Larin av Beşiktaş. Han debuterade i Süper Lig den 7 april 2018 i en 5–1-vinst över Göztepe, där han lyckades göra ett av målen. I juli 2019 lånades Larin ut till belgiska Zulte Waregem på ett säsongslån.
Den 4 juli 2022 värvades Larin av belgiska Club Brugge, där han skrev på ett treårskontrakt. Den 24 januari 2023 lånades han ut till spanska Valladolid på ett låneavtal över resten av säsongen. Vid slutet av säsongen utnyttjade Valladolid sin köpoption och värvades Larin på ett tvåårskontrakt.
Den 3 augusti 2023 värvades Larin av Mallorca, där han skrev på ett femårskontrakt.

## Landslagskarriär
Larin debuterade för Kanadas landslag den 23 maj 2014 i en 1–1-match mot Bulgarien.

## Meriter
Beşiktaş JK
- Süper Lig: 2020/2021
- Turkiska cupen: 2020/2021
- Turkiska supercupen: 2021

Induviduellt
- MLS All-Star: 2016
- MLS Årets Rookie: 2015